# Moriusaq
Moriusaq (también como: Moriussaq) es un asentamiento abandonado (oficialmente desde el año 2012) en la municipalidad de Qaasuitsup, en el norte de Groenlandia. Está ubicado a unos 42 km de la Base aérea de Thule y a unos 83 km de Qaanaaq. Es una buena zona para la pesca y la caza de focas, morsas, narvales y osos polares y donde se han descubierto depósitos de ilmenita para los que existen proyectos de extracción.
El asentamiento obtuvo estatus oficial en 1962 y llegó a su pico máximo de población en los años 70, cuando había más de cien habitantes. La existencia de mejores infraestructuras y servicios en Qaanaaq hizo que la mayoría de los habitantes se fueran trasladando allí, iniciando un fuerte declive en la población en los años 90. En el año 2009,  cuando sólo cuatro habitantes residían en el asentamiento, hubo un incidente con armas de fuego y uno de ellos falleció. Este acontecimiento precipitó el cierre del asentamiento. 
Moriusaq ofrecía a sus pobladores retransmisiones directas de televisión y radio, teléfonos privados y una pequeña planta electrógena. Moriusaq tenía una pequeña tienda, y un edificio multiusos que hacía las veces de escuela (que cerró en 2007 al no haber niños en edad escolar), iglesia y biblioteca. Cada año, un médico y un dentista visitaban este pueblo. Todo esto sumaba unos gastos anuales de aproximadamente 2 millones de coronas danesas (unos 270.000€).